# M. I. A.

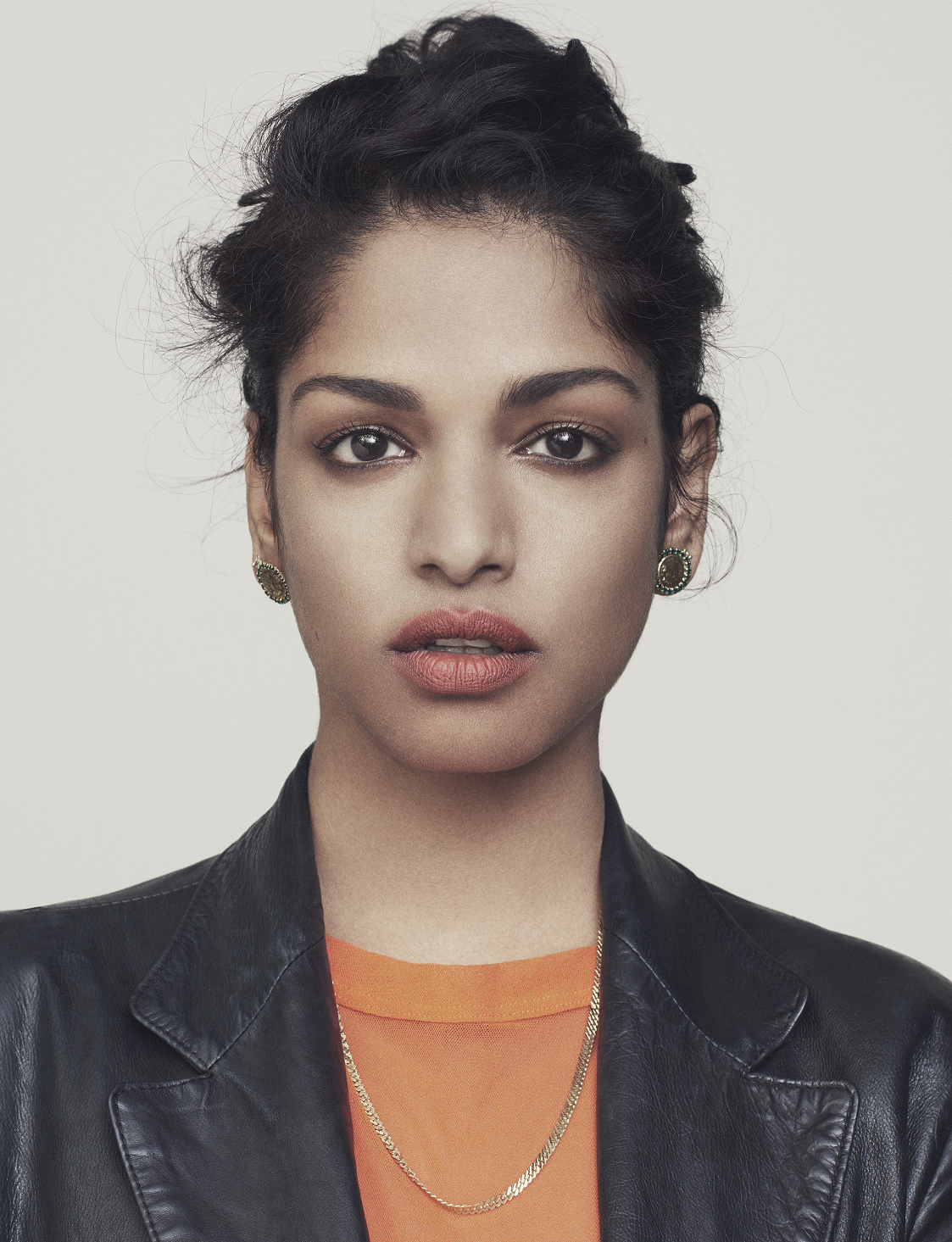
M. I. A. (2016)

Mathangi „Maya“ Arulpragasam (Tamil: மாதங்கி 'மாயா' அருள்பிரகாசம்; * 18. Juli 1975 in Hounslow, London, England) ist eine britische Rapperin, Sängerin und Musikproduzentin, die unter dem Kürzel M. I. A. auftritt, was in diesem Zusammenhang sowohl für Missing in Action als auch Missing in Acton steht.

## Karriere
Ihre Eltern stammten aus Sri Lanka, wohin sie auch wieder zogen, als Maya sechs Monate alt war. Ihr Vater Arul Pragasam (nach dem die erste Platte Arular benannt ist) wurde dort Gründungsmitglied der Eelam Revolutionary Organisation of Students (EROS), einer militanten tamilischen Organisation. Durch diesen Umstand war er auch in Arulpragasams Kindheit kaum in der Familie präsent – in neun Jahren kam er laut Maya lediglich drei Mal zu Besuch. Ihre Mutter zog später mit der zehnjährigen Maya und ihrer anderen Tochter wieder nach London, wo sie zuerst in einem Flüchtlingsheim unterkamen. Nach ihrem Schulabschluss studierte M. I. A. am Londoner Saint Martins College of Art Kunst und Film. Anschließend war sie als Malerin tätig.
Als sie für eine Graffiti-Ausstellung für den alternativen Turner Prize nominiert wurde, wurde Justine Frischmann, Frontfrau der Alternative Rockband Elastica, auf die junge Künstlerin aufmerksam. Sie erhielt zunächst den Auftrag, das Cover zu dem Album The Menace der Band zu gestalten. Es folgten die Regie zum Musikvideo Mad Dog God Dam und 2001 eine Dokumentation über die USA-Tour der Band. Die Musikerin Peaches, die im Vorprogramm der Tour auftrat, zeigte ihr die musikalischen Möglichkeiten der Groovebox und ermutigte sie, selbst Musik zu machen. Nach ihrer Rückkehr nach London begann Arulpragasam, Demosongs zu produzieren und strebte zunächst eine Karriere als Produzentin und Songwriterin an. Als sie jedoch keine Sängerin auftreiben konnte, entschied sie, den Gesang selbst aufzunehmen.
2003 brachte das Label Showbiz Records den Song Galang in einer Auflage von nur 500 Schallplatten heraus. In Klubs und bei Uniradiosendern wurde der Song schnell beliebt, über File Sharing wurde er weiter verbreitet und M. I. A., die mittlerweile diesen Künstlernamen angenommen hatte, wurde vom Insidertipp zum Untergrundhit.
2005 kam ihr erstes Album mit dem Titel Arular heraus, das nach ihrem Vater benannt wurde. Das zweite Album Kala erschien im Jahr 2007 und wurde nach ihrer Mutter benannt.
Die Musik ihrer Alben liegt zwischen Hip-Hop, Dancehall, Grime und Electro. Sie arbeitete bereits mehrmals mit dem US-amerikanischen Musiker DJ Diplo zusammen – so zum Beispiel auf dem Album Arular, auf welchem Diplo den Track Bucky Done Gun produzierte, welcher 2005 auch als Single veröffentlicht wurde.
2009 schrieb und sang sie das Lied O… Saya für den Film Slumdog Millionär zusammen mit dem indischen Musiker A. R. Rahman. Das Lied wurde für den Oscar für den besten Filmsong nominiert, den der Song Jai Ho aus demselben Film gewann. Ihre erfolgreichste Single Paper Planes wurde ebenfalls im Film verwendet.
Am 15. Oktober 2010 veröffentlichte sie auf Twitter einen Link zu einem neuen Song namens bedroomtothehallwaytotheroadtotheworld. Ähnliche, vorherige Veröffentlichungen dieser Art von ihr waren 4thepeopleontheboat und facebookgooglemyspaceyoutube. Im Mai 2014 veröffentlichte M. I. A. ein Musikvideo zum Song Double Bubble Trouble, in dem Schusswaffen aus einem 3D-Drucker, sog. Liberatoren, eine zentrale Rolle spielten. Sinn und Zweck der Aktion war es, die modernen Überwachungsmethoden der Regierungen zu kritisieren, unter dem Motto 1984 ist jetzt.
2018 wurde ein biographischer Dokumentarfilm mit dem Titel MATANGI / MAYA / M.I.A. von Steve Loveridge veröffentlicht, der den Aufstieg von M. I. A. zum Ruhm und ihren politischen Aktivismus im Zusammenhang mit dem Bürgerkrieg in Sri Lanka zeigt. Der Film wurde am Sundance Film Festival uraufgeführt und mit dem World Cinema Documentary Special Jury Award ausgezeichnet.

## Privatleben
M. I. A. war verlobt mit dem Milliardär und Erben von Seagram Distilleries Europe, Benjamin Bronfman (* 1982), dem Gründer des Plattenlabels „Green Owl Record“. Mit ihm hat sie einen gemeinsamen Sohn, Ikhyd Edgar.

## Kontroversen
Der Musiksender MTV lehnte es ab, ihr Video Sunshowers zu spielen, solange sie nicht eine Textpassage entfernt, welche sich auf die Palästinensische Befreiungsorganisation bezieht. In dem Lied rappte M. I. A. „Like PLO I Don’t Surrender“ – „Ich gebe wie die PLO niemals auf“.
Auch tauschte MTV nach der Erstellung des Videos zu Paper Planes die wiederkehrende Sequenz der vier Revolverschüsse aus Jugendschutzgründen durch ein gefälligeres und weniger martialisches Soundsample aus. Die Künstlerin war darüber sehr verärgert.
2010 stellte M. I. A. ein Video zu dem Song Born Free ins Internet. Der Kunstfilm zeigt die Verfolgung von Rothaarigen als Beispiel für Rassismus und staatliche Unterdrückung. YouTube sperrte das Video für Minderjährige und ließ zwei äußerst brutale Einstellungen kürzen. Daraufhin warf M. I. A. dem Videoportal vor, scheinheilig zu sein, da es Filmblut schlimmer als Exekutionsvideos finde. Dabei bezog sie sich auf zuvor von ihr auf dem Portal gefundene Videos, in denen sri-lankische Soldaten unbewaffnete, nackte Männer erschießen.
Während eines Auftritts mit Madonna und Nicki Minaj beim Super Bowl 2012 sorgte die Rapperin für Furore, als sie einen Mittelfinger in die Kamera hielt. Das übertragende NBC und die National Football League entschuldigten sich daraufhin vorsorglich bei den Zusehern. Die Geste galt ihrem Ex-Verlobten Benjamin Bronfman und nicht dem Publikum.
Im 2015 veröffentlichten Video zu ihrem Song Borders trägt sie ein Trikot des französischen Fußballvereins Paris Saint-Germain, auf dem der Werbeslogan von deren Sponsor Emirates in Fly Pirates abgewandelt wurde. Darauf reagierten die Anwälte des Clubs mit einer Abmahnung.
Ihre Beteiligung an der Werbekampagne Rewear it von H&M im Jahr 2016 sorgte für Irritationen in der Musikszene. Das Unternehmen, das für seine Produktionsbedingungen in sog. Billiglohnländern in der Kritik steht, warb mit ihr und ihrem gleichnamigen Song für Kleidungsrecycling.
Im April 2020 wurde M. I. A. im Zuge der COVID-19-Pandemie kritisiert, weil sie in sozialen Medien geholfen hatte, Falschmeldungen zu verbreiten, nach denen das Virus mit der Mobilfunktechnologie 5G im Zusammenhang stünde.
Nach dem Rückzug des „Impfskeptikers“ Robert F. Kennedy Jr. aus dem US-Präsidentschaftswahlkampf erklärte M.I.A. ihre Unterstützung für Donald Trump.

## Diskografie

### Studioalben
| Jahr | Titel                    | Höchstplatzierung, Gesamtwochen, AuszeichnungChartplatzierungen (Jahr, Titel, Platzierungen, Wochen, Auszeichnungen, Anmerkungen) | Höchstplatzierung, Gesamtwochen, AuszeichnungChartplatzierungen (Jahr, Titel, Platzierungen, Wochen, Auszeichnungen, Anmerkungen) | Höchstplatzierung, Gesamtwochen, AuszeichnungChartplatzierungen (Jahr, Titel, Platzierungen, Wochen, Auszeichnungen, Anmerkungen) | Höchstplatzierung, Gesamtwochen, AuszeichnungChartplatzierungen (Jahr, Titel, Platzierungen, Wochen, Auszeichnungen, Anmerkungen) | Höchstplatzierung, Gesamtwochen, AuszeichnungChartplatzierungen (Jahr, Titel, Platzierungen, Wochen, Auszeichnungen, Anmerkungen) | Anmerkungen                             |
| Jahr | Titel                    | DE | AT | CH | UK | US | Anmerkungen                             |
| ---- | ------------------------ | --- | --- | --- | --- | --- | --------------------------------------- |
| 2005 | Arular XL Recordings     | DE71 (1 Wo.)DE | — | — | — | US190 (2 Wo.)US | Erstveröffentlichung: 22. März 2005     |
| 2007 | Kala XL Recordings       | DE93 (1 Wo.)DE | AT74 (1 Wo.)AT | CH74 (3 Wo.)CH | UK39 Gold · (3 Wo.)UK | US18 Gold · (45 Wo.)US | Erstveröffentlichung: 8. August 2007    |
| 2010 | Maya XL Recordings       | DE48 (1 Wo.)DE | AT53 (2 Wo.)AT | CH27 (2 Wo.)CH | UK21 (2 Wo.)UK | US9 (7 Wo.)US | Erstveröffentlichung: 7. Juli 2010      |
| 2013 | Matangi Interscope (UMG) | — | — | CH61 (1 Wo.)CH | UK64 (1 Wo.)UK | US23 (7 Wo.)US | Erstveröffentlichung: 1. November 2013  |
| 2016 | AIM Interscope           | DE55 (1 Wo.)DE | AT74 (1 Wo.)AT | CH24 (2 Wo.)CH | UK63 (1 Wo.)UK | US66 (1 Wo.)US | Erstveröffentlichung: 9. September 2016 |
| 2022 | Mata Island Records      | — | — | — | — | — | Erstveröffentlichung: 14. Oktober 2022  |

### Singles als Leadmusikerin
| Jahr | Titel Album           | Höchstplatzierung, Gesamtwochen, AuszeichnungChartplatzierungen (Jahr, Titel, Album, Platzierungen, Wochen, Auszeichnungen, Anmerkungen) | Höchstplatzierung, Gesamtwochen, AuszeichnungChartplatzierungen (Jahr, Titel, Album, Platzierungen, Wochen, Auszeichnungen, Anmerkungen) | Höchstplatzierung, Gesamtwochen, AuszeichnungChartplatzierungen (Jahr, Titel, Album, Platzierungen, Wochen, Auszeichnungen, Anmerkungen) | Höchstplatzierung, Gesamtwochen, AuszeichnungChartplatzierungen (Jahr, Titel, Album, Platzierungen, Wochen, Auszeichnungen, Anmerkungen) | Höchstplatzierung, Gesamtwochen, AuszeichnungChartplatzierungen (Jahr, Titel, Album, Platzierungen, Wochen, Auszeichnungen, Anmerkungen) | Anmerkungen                            |
| Jahr | Titel Album           | DE | AT | CH | UK | US | Anmerkungen                            |
| ---- | --------------------- | --- | --- | --- | --- | --- | -------------------------------------- |
| 2003 | Galang Arular         | — | — | — | UK77 (1 Wo.)UK | — | Erstveröffentlichung: 2003             |
| 2004 | Sunshowers Arular     | — | — | — | UK93 (1 Wo.)UK | — | Erstveröffentlichung: 5. Juli 2004     |
| 2005 | Bucky Done Gun Arular | — | — | — | UK88 (1 Wo.)UK | — | Erstveröffentlichung: 11. Juli 2005    |
| 2007 | Juimmy Kala           | — | — | — | UK88 (1 Wo.)UK | — | Erstveröffentlichung: 10. Juli 2007    |
| 2008 | Paper Planes Kala     | DE76 (11 Wo.)DE | AT51 (8 Wo.)AT | — | UK19 ×2Doppelplatin · (28 Wo.)UK | US4 ×3Dreifachplatin · (20 Wo.)US | Erstveröffentlichung: 11. Februar 2008 |
| 2010 | XXXO Maya             | — | — | — | UK26 (3 Wo.)UK | — | Erstveröffentlichung: 11. Mai 2010     |
| 2012 | Bad Girls Matangi     | — | — | CH61 (1 Wo.)CH | UK43 Platin · (7 Wo.)UK | — | Erstveröffentlichung: 31. Januar 2012  |

Weitere Singles
| - 2005: Hombre - 2006: Bird Flu - 2007: Boyz - 2010: Born Free - 2010: Steppin Up - 2010: Teqkilla - 2010: Tell Me Why - 2010: It Takes a Muscle - 2011: Internet Connection - 2013: Bring the Noize - 2013: Come Walk with Me - 2013: Y.A.L.A. | - 2014: Double Bubble Trouble - 2015: Sexodus - 2015: Swords - 2015: Borders - 2016: Get Off - 2016: Bird Song - 2017: P.O.W.A. - 2020: Up Inna - 2020: CTRL - 2022: The One - 2022: Popular - 2022: Beep |

### Singles als Gastmusikerin
| Jahr | Titel Album                          | Höchstplatzierung, Gesamtwochen, AuszeichnungChartplatzierungen (Jahr, Titel, Album, Platzierungen, Wochen, Auszeichnungen, Anmerkungen) | Höchstplatzierung, Gesamtwochen, AuszeichnungChartplatzierungen (Jahr, Titel, Album, Platzierungen, Wochen, Auszeichnungen, Anmerkungen) | Höchstplatzierung, Gesamtwochen, AuszeichnungChartplatzierungen (Jahr, Titel, Album, Platzierungen, Wochen, Auszeichnungen, Anmerkungen) | Höchstplatzierung, Gesamtwochen, AuszeichnungChartplatzierungen (Jahr, Titel, Album, Platzierungen, Wochen, Auszeichnungen, Anmerkungen) | Höchstplatzierung, Gesamtwochen, AuszeichnungChartplatzierungen (Jahr, Titel, Album, Platzierungen, Wochen, Auszeichnungen, Anmerkungen) | Anmerkungen                                                                       |
| Jahr | Titel Album                          | DE | AT | CH | UK | US | Anmerkungen                                                                       |
| --- | ------------------------------------ | --- | --- | --- | --- | --- | --------------------------------------------------------------------------------- |
| 2012 | Give Me All Your Luvin’ MDNA         | DE8 (12 Wo.)DE | AT11 (9 Wo.)AT | CH6 (11 Wo.)CH | UK37 (3 Wo.)UK | US10 Gold · (10 Wo.)US | Erstveröffentlichung: 3. Februar 2012 Madonna feat. Nicki Minaj & M.I.A.          |
| 2020 | Franchise –                          | DE35 (3 Wo.)DE | AT25 (3 Wo.)AT | CH14 (4 Wo.)CH | UK26 Silber · (5 Wo.)UK | US1 ×2Doppelplatin · (9 Wo.)US | Erstveröffentlichung: 25. September 2020 Travis Scott feat. M. I. A. & Young Thug |
| Folgende Lieder erschienen nicht als Single, wurden aber durch das Album zum Download und Streaming bereitgestellt und konnten somit eine Platzierung erlangen: |                                      | | | | | |                                                                                   |
| |                                      | | | | | |                                                                                   |
| 2009 | O… Saya Slumdog Millionär Soundtrack | — | — | — | — | US93 (1 Wo.)US | A. R. Rahman feat. M.I.A.                                                         |

Weitere Gastbeiträge
- 2007: Sound of Kuduro (Buraka Som Sistema feat. DJ Znobia, Saborosa, Puto Prata & M.I.A.)
- 2009: Bang (Rye Rye feat. M.I.A.)
- 2010: Sunshine (Rye Rye feat. M.I.A.)
- 2011: C.T.F.O. (SebastiAn feat. M.I.A.)
- 2016: Temple (Baauer feat. M.I.A. & G-Dragon)

### Videoalben
| Jahr | Titel                   | Höchstplatzierung, Gesamtwochen, AuszeichnungChartsChartplatzierungen (Jahr, Titel, Platzierungen, Wochen, Auszeichnungen, Anmerkungen) | Anmerkungen                |
| Jahr | Titel                   | UK | Anmerkungen                |
| ---- | ----------------------- | --- | -------------------------- |
| 2018 | Matangi / Maya / M.I.A. | UK19 (1 Wo.)UK | Erstveröffentlichung: 2018 |

## Auszeichnungen für Musikverkäufe
| Goldene Schallplatte - Dänemark - 2020: für die Single Paper Planes - Italien - 2024: für die Single Paper Planes - Kanada - 2020: für die Single Franchise - Neuseeland - 2016: für die Single Bad Girls - Spanien - 2024: für die Single Paper Planes - Vereinigte Staaten - 2025: für das Lied Fine Whine Platin-Schallplatte - Brasilien - 2024: für die Single Bad Girls - Italien - 2012: für die Single Give Me All Your Luvin’ - Kanada - 2018: für das Album Kala - Neuseeland - 2025: für das Album Kala - Polen - 2024: für die Single Franchise | 2× Platin-Schallplatte - Brasilien - 2023: für die Single Franchise 3× Platin-Schallplatte - Brasilien - 2024: für die Single Give Me All Your Luvin’ 4× Platin-Schallplatte - Neuseeland - 2024: für die Single Paper Planes 7× Platin-Schallplatte - Kanada - 2023: für die Single Paper Planes |

Anmerkung: Auszeichnungen in Ländern aus den Charttabellen bzw. Chartboxen sind in ebendiesen zu finden.
| Land/RegionAuszeichnungen für Musikverkäufe (Land/Region, Auszeichnungen, Verkäufe, Quellen) | Silber  | Gold     | Platin       | Verkäufe  | Quellen               |
| -------------------------------------------------------------------------------------------- | ------- | -------- | ------------ | --------- | --------------------- |
| Brasilien (PMB)                                                                              | —       | —        | 6× Platin6   | 320.000   | pro-musicabr.org.br   |
| Dänemark (IFPI)                                                                              | —       | Gold1    | —            | 45.000    | ifpi.dk               |
| Italien (FIMI)                                                                               | —       | Gold1    | Platin1      | 80.000    | fimi.it               |
| Kanada (MC)                                                                                  | —       | Gold1    | 8× Platin8   | 680.000   | musiccanada.com       |
| Neuseeland (RMNZ)                                                                            | —       | Gold1    | 5× Platin5   | 142.500   | radioscope.net.nz NZ2 |
| Polen (ZPAV)                                                                                 | —       | —        | Platin1      | 50.000    | olis.pl               |
| Spanien (Promusicae)                                                                         | —       | Gold1    | —            | 30.000    | elportaldemusica.es   |
| Vereinigte Staaten (RIAA)                                                                    | —       | 3× Gold3 | 5× Platin5   | 6.500.000 | riaa.com              |
| Vereinigtes Königreich (BPI)                                                                 | Silber1 | Gold1    | 3× Platin3   | 2.100.000 | bpi.co.uk             |
| Insgesamt                                                                                    | Silber1 | 9× Gold9 | 29× Platin29 |           |                       |